# Font al passeig Arqueològic (Girona)
La Font al passeig Arqueològic és una font del municipi de Girona inclosa en l'Inventari del Patrimoni Arquitectònic de Catalunya. Dins del recorregut del Passeig Arqueològic de Girona existeix aquesta font rebaixada dins el terra i separada del recorregut per una barana-banc de pedra de Girona de formes rectes i corbes, simètrica respecte a l'eix de la font. L'aigua s'escampa a través d'un brollador alt que cau damunt una curculla de pedra sobre basa cúbica que té altra curculla, més petita, al damunt seu. La font fa de muret de conteniment a través d'una paret corba que trenca la linealitat del mur i que recull la font en el seu conjunt. Està feta en la remodelació del Pg. Arqueològic vers els anys 50-60.